# Yūsuke Kobayashi
Yūsuke Kobayashi (jap. 小林祐介 Kobayashi Yūsuke; ur. 23 października 1994) – japoński piłkarz występujący na pozycji pomocnika. Obecnie występuje w Kashiwa Reysol.

## Kariera klubowa
Od 2013 roku występował w klubie Kashiwa Reysol.